# 621-й миномётный полк
621-й миномётный полк — воинское подразделение Вооружённых Сил СССР в Великой Отечественной войне.

## История
Сформирован в конце 1943 года в Горьковском учебном артиллерийском лагере.
В составе действующей армии с 12.03.1944 по 14.11.1944 и с 09.08.1945 по 03.09.1945 года.
В марте 1944 направлен в Карелию, а в июне 1944 переброшен на рубеж реки Свирь, принимает участие в Свирско-Петрозаводской операции, затем находится на достигнутых рубежах, после выхода Финляндии из войны — на охране государственной границы. В ноябре 1944 года отведён в резерв.
В июле 1945 года направлен на Дальний Восток, где 06.07.1945 вошёл в состав 10-го механизированного корпуса. Введён в бой 12.08.1945 года в районе Муданьцзянь с задачей наступления на Гирин и далее на Чанчунь. Закончил войну в Северной Корее.

## Полное наименование
- 621-й миномётный полк

## Подчинение
| Дата            | Фронт (округ)             | Армия                   | Корпус                       | Дивизия | Бригада | Примечания |
| --------------- | ------------------------- | ----------------------- | ---------------------------- | ------- | ------- | ---------- |
| 01.10.1943 года | Московский военный округ  | -                       | -                            | -       | -       | -          |
| 01.11.1943 года | Московский военный округ  | -                       | -                            | -       | -       | -          |
| 01.12.1943 года | Московский военный округ  | -                       | -                            | -       | -       | -          |
| 01.01.1944 года | Московский военный округ  | -                       | -                            | -       | -       | -          |
| 01.02.1944 года | Московский военный округ  | -                       | -                            | -       | -       | -          |
| 01.03.1944 года | Московский военный округ  | -                       | -                            | -       | -       | -          |
| 01.04.1944 года | Карельский фронт          | 19-я армия              | -                            | -       | -       | -          |
| 01.05.1944 года | Карельский фронт          | 19-я армия              | -                            | -       | -       | -          |
| 01.06.1944 года | Карельский фронт          | 19-я армия              | -                            | -       | -       | -          |
| 01.07.1944 года | Карельский фронт          | 7-я армия               | -                            | -       | -       | -          |
| 01.08.1944 года | Карельский фронт          | 32-я армия              | -                            | -       | -       | -          |
| 01.09.1944 года | Карельский фронт          | 32-я армия              | -                            | -       | -       | -          |
| 01.10.1944 года | Карельский фронт          | 32-я армия              | -                            | -       | -       | -          |
| 01.11.1944 года | Карельский фронт          | 32-я армия              | -                            | -       | -       | -          |
| 01.12.1944 года | Резерв Ставки ВГК         | 32-я армия              | -                            | -       | -       | -          |
| 01.01.1945 года | Резерв Ставки ВГК         | 32-я армия              | -                            | -       | -       | -          |
| 01.02.1945 года | Резерв Ставки ВГК         | 32-я армия              | -                            | -       | -       | -          |
| 01.03.1945 года | Резерв Ставки ВГК         | 32-я армия              | -                            | -       | -       | -          |
| 01.04.1945 года | Резерв Ставки ВГК         | 32-я армия              | -                            | -       | -       | -          |
| 01.05.1945 года | Резерв Ставки ВГК         | 32-я армия              | -                            | -       | -       | -          |
| 01.06.1945 года | Резерв Ставки ВГК         | 32-я армия              | -                            | -       | -       | -          |
| 01.07.1945 года | Резерв Ставки ВГК         | 32-я армия              | -                            | -       | -       | -          |
| 01.08.1945 года | -                         | Приморская группа войск | 10-й механизированный корпус | -       | -       | -          |
| 09.08.1945 года | 1-й Дальневосточный фронт | -                       | 10-й механизированный корпус | -       | -       | -          |
| 03.09.1945 года | 1-й Дальневосточный фронт | -                       | 10-й механизированный корпус | -       | -       | -          |